# Csaba Hegedűs
Csaba Hegedűs (Sárvár, Hungría, 6 de septiembre de 1948) es un deportista húngaro retirado especialista en lucha grecorromana donde llegó a ser campeón olímpico en Múnich 1972.

## Carrera deportiva
En los Juegos Olímpicos de 1972 celebrados en Múnich ganó la medalla de oro en lucha grecorromana de pesos de hasta 82 kg, por delante del luchador soviético Anatoly Nazarenko (plata) y del yugoslavo Milan Nenadić (bronce).